# Título de cortesia
Um título de cortesia é uma forma de adereço em sistemas de nobreza usados por filhos, ex-esposas e familiares próximos de um nobre titular. Embora tais pessoas não tenham a posse do título nobiliárquico, usam o mesmo pela proximidade com o titular.
São também títulos de cortesia aqueles dados a monarcas destronados ou a pretendentes ao trono, bem como conferidos por eles a membros de suas famílias. Por exemplo, "conde de Paris" e "duque da França" são títulos de cortesia usados por Henrique de Orleães (1933-2019).
No pariato britânico, há muitos tipos diferentes de títulos de cortesia.

## Os descendentes de nobres do Reino Unido
A página Predefinição:Peerage/styles.css não tem conteúdo.
Se um nobre de um dos três mais altos títulos nobiliárquicos (duque, marquês e conde) possuir mais de um título, seu filho mais velho pode usar um dos títulos inferiores de seu pai, "por cortesia". Mesmo assim, seu pai continua sendo o real detentor do título, enquanto que o filho é considerado, legalmente, um plebeu. Se o filho mais velho de um duque ou de um marquês tiver um filho mais velho, este pode ainda usar outro título inferior (de seu avô), caso esse exista.
Por exemplo, o Duque de Norfolk é também o Conde de Arundel e Lorde Maltravers. Seu filho mais velho é portanto estilizado Conde de Arundel, enquanto que seu neto é Lorde Maltravers. Porém, apenas o Duque de Norfolk é, na verdade, um nobre; seu filho, Lorde Arundel, e seu neto, Lorde Maltravers, permanecem plebeus.

### Outros parentes
Títulos de cortesia somente podem ser usados pelo filho mais velho do nobre, pelo filho mais velho de seu filho mais velho e assim em diante. Outros descendentes não estão permitidos a usar os títulos subsidiários do nobre. Apenas o herdeiro aparente (ou o herdeiro aparente do herdeiro aparente e, assim, sucessivamente) podem usar os títulos. Um herdeiro presuntivo (exemplos: um irmão, um sobrinho, um primo, etc) só poderá usar um título de cortesia desde que haja absoluta certeza de que esse herdará, no futuro, o título principal. No entanto, a prática escocesa permite o uso do estilo Mestre/Mestra de X a herdeiros presuntivos, bem como a herdeiros aparentes.

### Esposas
As esposas de nobres com títulos de cortesia recebem a versão feminina e equivalente dos títulos de seus maridos. Assim, a esposa do Conde de Arundel é estilizada Condessa de Arundel. Para o pariato britânico, em referências escritas, o artigo definido "o" nunca aparecerá antes do título de cortesia (assim, será escrito "Marquês de Blandford", "Conde de Arundel", etc). Contudo, os nobres substantivos, isto é, aqueles que detêm o título substantivo e os títulos subsidiários, serão nomeados em referências com o artigo definido ("O Marquês de Winchester", "O Duque de Norfolk", etc).

#### Esposas divorciadas
A ex-esposa de um nobre, após o divórcio, tem seu nome de batismo adicionado na frente de seu título, com a finalidade de distingui-la de uma esposa subseqüente de seu ex-marido. Por exemplo, "Sua Graça A Duquesa de Londres" torna-se "Mary, Duquesa de Londres". Ela pode ser chamada de "Duquesa", mas perde seu estilo (Sua Graça, no caso).

### Esposas divorciadas ou viúvas que se casaram novamente
Em tempos passados, os direitos de uma ex-esposa de um nobre ao título e às dignidades desse eram perdidos se ela acabasse desposando um plebeu, mas não se ela desposasse um outro nobre, mesmo com título inferior; somente assim poderia manter o título de cortesia do ex-marido). O mesmo ocorria com viúvas de nobres que se casavam novamente; um bom exemplo é Catherine Parr, a sexta e última esposa de Henrique VIII, que continuou a ser conhecida como Rainha mesmo com seu subsequente casamento com Lorde Seymour de Sudeley.
A partir do século XX, ex-esposas ou viúvas de nobres que se casaram outra vez começaram a perder definitivamente seus direitos ao título, passando a adotar um novo nome de casada.

### Viúvas
Se um nobre morrer, os estilos de sua esposa não mudam ao menos que o sucessor do nobre (normalmente, o filho mais velho) seja casado. Se ele é casado, a viúva tradicionalmente acrescenta a palavra inglesa Dowager em seu estilo (depois de outros títulos honoríficos, como The Most Hon por exemplo). Na língua portuguesa, entretanto, tal palavra, que tem um significado próximo de "matrona", não seria adequada e, muitas vezes, é omitida.
Muitas viúvas de nobres, contudo, preferem ser estilizadas com seus nomes cristãos, por causa das conotações negativas da palavra "Dowager".

### Parceiros civis no Reino Unido
A parceira ou parceiro civil de um(a) nobre não recebem títulos de cortesia.
| Nobre    | Esposa      | Filho mais velho              | Filho mais jovem              | Filha solteira                |
| -------- | ----------- | ----------------------------- | ----------------------------- | ----------------------------- |
| Duque    | Duquesa     | Título subsidiário do pai     | Lorde Nome Sobrenome          | Lady Nome Sobrenome           |
| Marquês  | Marquesa    | Título subsidiário do pai     | Lorde Nome Sobrenome          | Lady Nome Sobrenome           |
| Conde    | Condessa    | Título subsidiário do pai     | The Honourable Nome Sobrenome | Lady Nome Sobrenome           |
| Visconde | Viscondessa | The Honourable Nome Sobrenome | The Honourable Nome Sobrenome | The Honourable Nome Sobrenome |
| Barão    | Baronesa    | The Honourable Nome Sobrenome | The Honourable Nome Sobrenome | The Honourable Nome Sobrenome |